# Elaine May
Elaine May (Filadélfia, 21 de abril de 1935) é uma roteirista estadunidense. Foi indicada ao Oscar de melhor roteiro adaptado na edição de 1999 pela realização da obra Primary Colors e na edição de 1979 por Heaven Can Wait.